# Maisons des illustres
La etiqueta «Maisons des illustres» (lit., 'Casas de los ilustres') es una etiqueta o distintivo de calidad (label) de Francia creado «para señalar al público los lugares cuya vocación es conservar las colecciones relacionadas con personalidades y darles una mejor visibilidad»  y para poner en valor las residencias notables por su historia y aquellos que las habitaron. La etiqueta es válida por un periodo de cinco años, renovable. El edificio debe estar abierto al menos 40 días al año y no tener una vocación principalmente comercial.
Esta etiqueta fue creada por el ministro de la Cultura y de la Comunicación  Frédéric Mitterrand en septiembre de 2011 y contaba, en noviembre de 2017, con 212 establecimientos etiquetados. (111 en 2011, 60 en 2012).

## Lista de las «Maisons des illustres»
El sombreado tiene el siguiente significado:
| Año  | Maison                                               | Región                                 | Ciudad o villa            | Personalidad                                |
| 2011 | Museo Bartholdi                                      | Gran Este                              | Colmar                    | Auguste Bartholdi                           |
| 2011 | Museo Raymond-Poincaré                               | Gran Este                              | Sampigny                  | Raymond Poincaré                            |
| 2012 | Museo Jean-Frédéric-Oberlin                          | Gran Este                              | Waldersbach               | Jean-Frédéric Oberlin                       |
| 2012 | Chartreuse de Molsheim                               | Gran Este                              | Molsheim                  | Ettore Bugatti                              |
| 2011 | Museo Albert-Schweitzer                              | Gran Este                              | Gunsbach                  | Albert Schweitzer                           |
| 2011 | Museo Goethe à l'Auberge au Bœuf                     | Gran Este                              | Sessenheim                | Johann Wolfgang von Goethe                  |
| 2011 | Centre François-Mauriac                              | Nueva Aquitania                        | Malagar, Saint-Maixant    | François Mauriac                            |
| 2011 | Château de La Brède                                  | Nueva Aquitania                        | La Brède                  | Montesquieu                                 |
| 2012 | Château des Milandes                                 | Nueva Aquitania                        | Castelnaud-la-Chapelle    | Joséphine Baker                             |
| 2012 | Maison Chrestia                                      | Nueva Aquitania                        | Orthez                    | Francis Jammes                              |
| 2012 | Tour Moncade                                         | Nueva Aquitania                        | Orthez                    | Gaston Fébus                                |
| 2012 | Maison Arnaga                                        | Nueva Aquitania                        | Cambo-les-Bains           | Edmond Rostand                              |
| 2012 | Casa natal de Félix Arnaudin                         | Nueva Aquitania                        | Labouheyre                | Félix Arnaudin                              |
| 2011 | Château de Abbadia                                   | Nueva Aquitania                        | Hendaye                   | Antoine d'Abbadie                           |
| 2011 | Château de Hautefort                                 | Nueva Aquitania                        | Hautefort                 | Bertran de Born                             |
| 2011 | Château de Montaigne                                 | Nueva Aquitania                        | Saint-Michel-de-Montaigne | Michel de Montaigne                         |
| 2011 | Château de Nérac                                     | Nueva Aquitania                        | Nérac                     | Jeanne d'Albret, Marguerite d'Angoulême     |
| 2015 | Château de Malromé                                   | Nueva Aquitania                        | Malromé                   | Henri de Toulouse-Lautrec                   |
| 2011 | Château de Chavaniac                                 | Auvernia-Ródano-Alpes                  | Chavaniac-Lafayette       | Gilbert du Motier de La Fayette             |
| 2012 | Maison-musée Émile-Guillaumin                        | Auvernia-Ródano-Alpes                  | Ygrande                   | Émile Guillaumin                            |
| 2012 | Casa natal de Charles-Louis Philippe                 | Auvernia-Ródano-Alpes                  | Cérilly                   | Charles-Louis Philippe                      |
| 2011 | Maisons Satie                                        | Normandía                              | Honfleur                  | Erik Satie                                  |
| 2013 | Château du Tertre                                    | Normandía                              | Sérigny                   | Roger Martin du Gard                        |
| 2012 | Hauteville House                                     | Normandie (Reino Unido)                | Guernesey                 | Victor Hugo                                 |
| 2011 | Museo Christian-Dior                                 | Normandía                              | Granville                 | Christian Dior                              |
| 2011 | Casa natal de Jean-François Millet                   | Normandía                              | Gréville-Hague            | Jean-François Millet                        |
| 2011 | Museo Barbey-d'Aurevilly                             | Normandía                              | Saint-Sauveur-le-Vicomte  | Jules Barbey d'Aurevilly                    |
| 2011 | Museo-site Buffon                                    | Borgoña-Franco Condado                 | Montbard                  | Georges-Louis Leclerc de Buffon             |
| 2013 | Château de Germolles                                 | Borgoña-Franco Condado                 | Mellecey                  | Philippe le Hardi                           |
| 2013 | Maison Zervos                                        | Borgoña-Franco Condado                 | Vézelay                   | Christian Zervos e Ivonne Zervos            |
| 2013 | Museo Zervos - Maison Romain-Rolland                 | Borgoña-Franco Condado                 | Vézelay                   | Romain Rolland                              |
| 2012 | Musée Maison Nicéphore Niépce                        | Borgoña-Franco Condado                 | Saint-Loup-de-Varennes    | Nicéphore Niépce                            |
| 2012 | Casa natal de Colette                                | Borgoña-Franco Condado                 | Saint-Sauveur-en-Puisaye  | Colette                                     |
| 2012 | Maison Jules-Roy                                     | Borgoña-Franco Condado                 | Vézelay                   | Jules Roy                                   |
| 2011 | Château de Bussy-Rabutin                             | Borgoña-Franco Condado                 | Bussy-le-Grand            | Roger de Bussy-Rabutin                      |
| 2011 | Château de Bazoches                                  | Borgoña-Franco Condado                 | Bazoches                  | Sébastien Le Prestre de Vauban              |
| 2011 | Museo d'Art et d'Histoire Romain Rolland             | Borgoña-Franco Condado                 | Clamecy                   | Romain Rolland                              |
| 2011 | Château de Saint-Point                               | Borgoña-Franco Condado                 | Saint-Point               | Alphonse de Lamartine                       |
| 2014 | Maison Jacques-Copeau                                | Borgoña-Franco Condado                 | Pernand-Vergelesses       | Jacques Copeau                              |
| 2015 | Château Pontus de Tyard                              | Borgoña-Franco Condado                 | Bissy sur Flé             | Pontus de Tyard                             |
| 2011 | Maison Louis-Guilloux                                | Bretaña                                | Saint-Brieuc              | Louis Guilloux                              |
| 2011 | Maison Ernest-Renan                                  | Bretaña                                | Tréguier                  | Ernest Renan                                |
| 2011 | Manoir de Limoëlou - Musée Jacques Cartier           | Bretaña                                | Saint-Malo                | Jacques Cartier                             |
| 2011 | Château de Combourg                                  | Bretaña                                | Combourg                  | François-René de Chateaubriand              |
| 2011 | Fort Sarah-Bernhardt                                 | Bretaña                                | Sauzon (Belle-Île-en-Mer) | Sarah Bernhardt                             |
| 2015 | Maison Max Jacob                                     | Bretaña                                | Quimper                   | Max Jacob                                   |
| 2011 | Museo Balzac - Château de Saché                      | Centro-Valle de Loira                  | Saché                     | Honoré de Balzac                            |
| 2011 | Museo Rabelais, Maison La Devinière                  | Centro-Valle de Loira                  | Seuilly                   | François Rabelais                           |
| 2011 | Château de Sully                                     | Centro-Valle de Loira                  | Sully-sur-Loire           | Maximilien de Béthune, duc de Sully         |
| 2011 | Maison de Tante Léonie, Musée Marcel Proust          | Centro-Valle de Loira                  | Illiers-Combray           | Marcel Proust                               |
| 2011 | Domaine de George Sand                               | Centro-Valle de Loira                  | Nohant-Vic                | Aurore Dupin, llamada George Sand           |
| 2013 | Château de Valençay                                  | Centro-Valle de Loira                  | Valençay                  | Charles-Maurice de Talleyrand-Périgord      |
| 2013 | Museo Lansyer                                        | Centro-Valle de Loira                  | Loches                    | Emmanuel Lansyer                            |
| 2012 | Maison-école du Grand Meaulnes                       | Centro-Valle de Loira                  | Epineuil-le-Fleuriel      | Alain-Fournier                              |
| 2012 | Château de Sagonne                                   | Centro-Valle de Loira                  | Sagonne                   | Jules Hardouin-Mansart                      |
| 2012 | Prieuré de Saint-Cosme                               | Centro-Valle de Loira                  | La Riche                  | Pierre de Ronsard                           |
| 2012 | Museo Descartes                                      | Centro-Valle de Loira                  | Descartes                 | René Descartes                              |
| 2011 | La Maison des Ailleurs                               | Gran Este                              | Charleville-Mézières      | Arthur Rimbaud                              |
| 2011 | Atelier de Renoir                                    | Gran Este                              | Essoyes                   | Pierre-Auguste Renoir                       |
| 2012 | Auberge de Verlaine                                  | Gran Este                              | Juniville                 | Paul Verlaine                               |
| 2012 | Château de Cirey                                     | Gran Este                              | Cirey-sur-Blaise          | Émilie du Châtelet                          |
| 2011 | La Boisserie                                         | Gran Este                              | Colombey-les-Deux-Églises | Charles de Gaulle                           |
| 2011 | Maison Bonaparte                                     | Córcega                                | Ajaccio                   | Napoléon Bonaparte                          |
| 2011 | Maison « Le Scudo »                                  | Córcega                                | Ajaccio                   | Tino Rossi                                  |
| 2011 | Maison natale de Pascal Paoli                        | Córcega                                | Morosaglia                | Pascal Paoli                                |
| 2011 | Maison natale de Rouget de Lisle                     | Borgoña-Franco Condado                 | Lons-le-Saunier           | Claude Joseph Rouget de Lisle               |
| 2011 | Maison de Luis Pasteur en Dole                       | Borgoña-Franco Condado                 | Dole                      | Louis Pasteur                               |
| 2011 | Maison de Luis Pasteur en Arbois                     | Borgoña-Franco Condado                 | Arbois                    | Louis Pasteur                               |
| 2013 | Casa natal de Victor Hugo                            | Borgoña-Franco Condado                 | Besançon                  | Victor Hugo                                 |
| 2011 | Museo Courbet                                        | Borgoña-Franco Condado                 | Ornans                    | Gustave Courbet                             |
| 2011 | Habitation-Sucrerie Clairefontaine                   | Guadalupe                              | Baillif                   | Chevalier de Saint-George                   |
| 2011 | Museo Gerty-Archimède                                | Guadalupe                              | Basse-Terre               | Gerty Archimède                             |
| 2012 | Maison Schwarz-Bart                                  | Guadalupe                              | Goyave                    | André Schwarz-Bart                          |
| 2011 | Villa Souques-Pagès                                  | Guadalupe                              | Pointe-à-Pitre            | Alexis Léger, llamado Saint-John Perse      |
| 2011 | Casa natal de Félix Eboué                            | Guayana Francesa                       | Cayenne                   | Félix Éboué                                 |
| 2011 | Museo-bibliothèque departamental Alexandre-Franconie | Guayana Francesa                       | Cayenne                   | Alexandre Franconie                         |
| 2011 | Maison de Sœur Anne-Marie Javouhey                   | Guayana Francesa                       | Mana                      | Anne-Marie Javouhey                         |
| 2011 | Château d'Eu                                         | Normandía                              | Eu                        | Louis-Philippe                              |
| 2011 | Museo Pierre-Corneille - Maison des Champs           | Normandía                              | Petit-Couronne            | Pierre Corneille                            |
| 2011 | Museo Flaubert et d'histoire de la médecine          | Normandía                              | Rouen                     | Gustave Flaubert                            |
| 2012 | Château de Vascœuil                                  | Normandía                              | Vascœuil                  | Jules Michelet                              |
| 2012 | Fundación Monet                                      | Normandía                              | Giverny                   | Claude Monet                                |
| 2012 | Clos Lupin                                           | Normandía                              | Étretat                   | Maurice Leblanc                             |
| 2012 | Château de Miromesnil                                | Normandía                              | Tourville-sur-Arques      | Guy de Maupassant                           |
| 2012 | Pavillon Flaubert                                    | Normandía                              | Canteleu                  | Gustave Flaubert                            |
| 2014 | Manoir d’Ango                                        | Normandía                              | Varengeville              | Jean Ango                                   |
| 2012 | Casa natal de Pierre Corneille                       | Normandía                              | Rouen                     | Pierre Corneille                            |
| 2013 | Château du Bois Guilbert                             | Normandía                              | Bois-Guilbert             | Pierre Le Pesant de Boisguilbert            |
| 2013 | Centre abbé Pierre Emmaüs                            | Normandía                              | Esteville                 | Abbé Pierre                                 |
| 2011 | Maison Vacquerie, Museo Victor-Hugo                  | Normandía                              | Villequier                | Victor Hugo                                 |
| 2011 | Hôtel de Rohan-Guémené                               | Isla de Francia                        | Paris                     | Louis Pasteur                               |
| 2012 | Museo Pasteur                                        | Isla de Francia                        | Paris                     | Louis Pasteur                               |
| 2012 | Museo Clemenceau                                     | Isla de Francia                        | Paris                     | Georges Clemenceau                          |
| 2012 | Biblioteca del Arsenal                               | Isla de Francia                        | Paris                     | Charles Nodier                              |
| 2012 | Le Clos des Metz                                     | Isla de Francia                        | Jouy-en-Josas             | Léon Blum                                   |
| 2012 | Château de Médan                                     | Isla de Francia                        | Médan                     | Maurice Maeterlinck                         |
| 2014 | Maison-Atelier Charles François Daubigny             | Isla de Francia                        | Auvers-sur-Oise           | Charles-François Daubigny                   |
| 2014 | Maisonnettes Nadia et Lili Boulanger                 | Isla de Francia                        | Gargenville               | Nadia y Lili Boulanger                      |
| 2012 | Château de Vaux                                      | Isla de Francia                        | Vaux-sur-Seine            | Carlo Marochetti                            |
| 2012 | Propiedad Caillebotte                                | Isla de Francia                        | Yerres                    | Gustave Caillebotte                         |
| 2012 | Biblioteca Marmottan                                 | Isla de Francia                        | Boulogne-Billancourt      | Paul Marmottan                              |
| 2011 | Apartamento de Auguste Comte                         | Isla de Francia                        | Paris                     | Auguste Comte                               |
| 2011 | Museo Gustave Moreau                                 | Isla de Francia                        | Paris                     | Gustave Moreau                              |
| 2011 | Maison de Balzac                                     | Isla de Francia                        | Paris                     | Honoré de Balzac                            |
| 2011 | Appartement Le Corbusier, immeuble Molitor           | Isla de Francia                        | Paris                     | Le Corbusier                                |
| 2015 | Museo nacional Eugène-Delacroix                      | Isla de Francia                        | Paris                     | Eugène Delacroix                            |
| 2011 | Maison Louis-Braille                                 | Isla de Francia                        | Coupvray                  | Louis Braille                               |
| 2011 | Museo departamental Stéphane-Mallarmé                | Isla de Francia                        | Vulaines-sur-Seine        | Stéphane Mallarmé                           |
| 2011 | Museo de l'atelier Rosa Bonheur, Château de By       | Isla de Francia                        | Thomery                   | Rosa Bonheur                                |
| 2011 | Maison d'Émile Zola                                  | Isla de Francia                        | Médan                     | Émile Zola                                  |
| 2011 | Moulin de Villeneuve, Maison Elsa Triolet-Aragon     | Isla de Francia                        | Saint-Arnoult-en-Yvelines | Elsa Triolet y Louis Aragon                 |
| 2011 | Maison-musée Maurice-Ravel                           | Isla de Francia                        | Montfort-l'Amaury         | Maurice Ravel                               |
| 2011 | Château de Monte-Cristo                              | Isla de Francia                        | Le Port-Marly             | Alexandre Dumas (padre)                     |
| 2011 | Maison-atelier Foujita                               | Isla de Francia                        | Villiers-le-Bâcle         | Léonard Foujita                             |
| 2011 | Maison Jean-Cocteau                                  | Isla de Francia                        | Milly-la-Forêt            | Jean Cocteau                                |
| 2011 | Maison de la Vallée-aux-Loups                        | Isla de Francia                        | Châtenay-Malabry          | François-René de Chateaubriand              |
| 2011 | Villa des Brillants                                  | Isla de Francia                        | Meudon                    | Auguste Rodin                               |
| 2013 | Museo Curie                                          | Isla de Francia                        | Paris                     | Marie Curie                                 |
| 2013 | Maison Pierre-Mac-Orlan                              | Isla de Francia                        | Saint-Cyr-sur-Morin       | Pierre Mac Orlan                            |
| 2016 | Museo Raymond-Devos                                  | Isla de Francia                        | Saint-Rémy-lès-Chevreuse  | Raymond Devos                               |
| 2013 | Maison Jean Monnet                                   | Isla de Francia                        | Bazoches-sur-Guyonne      | Jean Monnet                                 |
| 2013 | Casa natal Claude Debussy                            | Isla de Francia                        | Saint-Germain-en-Laye     | Claude Debussy                              |
| 2011 | Maison des Jardies                                   | Isla de Francia                        | Sèvres                    | Léon Gambetta                               |
| 2011 | Museo Jean-Jacques-Rousseau                          | Isla de Francia                        | Montmorency               | Jean-Jacques Rousseau                       |
| 2011 | Maison des Mémoires                                  | Occitania                              | Carcassonne               | Joë Bousquet                                |
| 2012 | Casa natal de Gaston Doumergue                       | Occitania                              | Aigues-Vives              | Gaston Doumergue                            |
| 2012 | Museo du Désert                                      | Occitania                              | Mialet                    | Pierre Laporte                              |
| 2011 | Casa natal de Narbonne                               | Occitania                              | Narbonne                  | Charles Trenet                              |
| 2011 | La Métairie de Banyuls-sur-Mer                       | Occitania                              | Banyuls-sur-Mer           | Aristide Maillol                            |
| 2011 | Museo du maréchal Joffre                             | Occitania                              | Rivesaltes                | Joseph Joffre                               |
| 2013 | Château d'Espeyran                                   | Occitania                              | Saint-Gilles              | Sabatier d'Espeyran                         |
| 2013 | Hôtel des Cabrières Sabatier d'Espeyran              | Occitania                              | Montpellier               | Sabatier d'Espeyran                         |
| 2011 | Museo Edmond-Michelet                                | Nueva Aquitania                        | Brive-la-Gaillarde        | Edmond Michelet                             |
| 2011 | Maison Martin-Nadaud, La Martinèche                  | Nueva Aquitania                        | Soubrebost                | Martin Nadaud                               |
| 2011 | Casa natal de Jean Giraudoux                         | Nueva Aquitania                        | Bellac                    | Jean Giraudoux                              |
| 2013 | Museo departamental de la Résistance                 | Nueva Aquitania                        | Neuvic                    | Henri Queuille                              |
| 2011 | Museo Gay-Lussac                                     | Nueva Aquitania                        | Saint-Léonard-de-Noblat   | Louis Joseph Gay-Lussac                     |
| 2011 | Maison de Robert Schuman                             | Gran Este                              | Scy-Chazelles             | Robert Schuman                              |
| 2012 | Casa natal de Juana de Arco                          | Gran Este                              | Domrémy-la-Pucelle        | Jeanne d'Arc                                |
| 2011 | Château Thorey-Lyautey                               | Gran Este                              | Thorey-Lyautey            | Louis-Hubert Lyautey                        |
| 2011 | Villa Majorelle                                      | Gran Este                              | Nancy                     | Louis Majorelle                             |
| 2011 | Museo de la Pagerie                                  | Martinica                              | Les Trois-Ilets           | Joséphine de Beauharnais                    |
| 2011 | Habitation Fonds Saint-Jacques                       | Martinica                              | Sainte-Marie              | Padre Jean-Baptiste Labat                   |
| 2011 | Habitation Clément                                   | Martinica                              | Le François               | Homère Clément                              |
| 2011 | Château de Bonrepos                                  | Occitania                              | Bonrepos-Riquet           | Pierre-Paul Riquet                          |
| 2011 | Museo Champollion (Figeac)                           | Occitania                              | Figeac                    | Jean-François Champollion                   |
| 2012 | Casa natal de Pierre Bayle                           | Occitania                              | Carla-Bayle               | Pierre Bayle                                |
| 2014 | Casa natal d’Aristide Bergès                         | Occitania                              | Lorp-Sentaraille          | Aristide Bergès                             |
| 2013 | Casa natal du Maréchal Lannes                        | Occitania                              | Lectoure                  | Jean Lannes                                 |
| 2013 | Museo Murat                                          | Occitania                              | Labastide-Murat           | Joachim Murat                               |
| 2013 | Casa natal Dominique Jean Larrey                     | Occitania                              | Beaudéan                  | Dominique-Jean Larrey                       |
| 2013 | Abbaye École de Sorèze                               | Occitania                              | Sorèze                    | Henri Lacordaire                            |
| 2011 | Atelier-musée de Saint-Laurent-des-Tours             | Occitania                              | Saint-Céré                | Jean Lurçat                                 |
| 2011 | Maison du Maréchal Foch                              | Occitania                              | Tarbes                    | Ferdinand Foch                              |
| 2011 | Casa natal de Pierre de Fermat                       | Occitania                              | Beaumont-de-Lomagne       | Pierre de Fermat                            |
| 2011 | Château du Cayla                                     | Occitania                              | Andillac                  | Maurice de Guérin                           |
| 2011 | Casa natal de Charles de Gaulle                      | Alta Francia                           | Lille                     | Charles de Gaulle                           |
| 2012 | Maison forestière                                    | Alta Francia                           | Ors                       | Wilfred Owen                                |
| 2011 | Villa du Mont-Noir                                   | Alta Francia                           | Saint-Jans-Cappel         | Marguerite Yourcenar                        |
| 2011 | Maison Georges-Clemenceau                            | Países del Loira                       | Saint-Vincent-sur-Jard    | Georges Clemenceau                          |
| 2011 | Museo nacional des Deux Victoires                    | Países del Loira                       | Mouilleron-en-Pareds      | Jean de Lattre de Tassigny                  |
| 2012 | Maison des Champs                                    | Países del Loira                       | Cossé-le-Vivien           | Robert Tatin                                |
| 2012 | Manoir des Sciences                                  | Países del Loira                       | Réaumur                   | Robert Tatin                                |
| 2012 | Maison Julien-Gracq                                  | Países del Loira                       | Saint-Florent-le-Vieil    | Julien Gracq                                |
| 2012 | Museo Condorcet                                      | Alta Francia                           | Ribemont                  | Nicolas de Condorcet                        |
| 2013 | Maison Jean-Racine                                   | Alta Francia                           | La Ferté-Milon            | Jean Racine                                 |
| 2011 | Museo Jean-de-La-Fontaine                            | Alta Francia                           | Château-Thierry           | Jean de La Fontaine                         |
| 2011 | Museo Jules-Verne                                    | Alta Francia                           | Amiens                    | Jules Verne                                 |
| 2011 | Manoir de La Vergne                                  | Nueva Aquitania                        | Alloue                    | Maria Casarès                               |
| 2011 | Casa natal de François Mitterrand                    | Nueva Aquitania                        | Jarnac                    | François Mitterrand                         |
| 2011 | Logis du Maine-Giraud- Champagne-Vigny               | Nueva Aquitania                        | Champagne-Vigny           | Alfred de Vigny                             |
| 2013 | Château de Guez de Balzac                            | Nueva Aquitania                        | Balzac                    | Jean-Louis Guez de Balzac                   |
| 2013 | Château des ducs de La Trémoille                     | Nueva Aquitania                        | Thouars                   | Marie de La Tour d'Auvergne                 |
| 2011 | Maison de Pierre Loti                                | Nueva Aquitania                        | Rochefort                 | Pierre Loti                                 |
| 2011 | Museo Théophraste-Renaudot                           | Nueva Aquitania                        | Loudun                    | Théophraste Renaudot                        |
| 2012 | Château La Rochefoucauld                             | Nueva Aquitania                        | Verteuil-sur-Charente     | François de La Rochefoucauld                |
| 2012 | Château des Ormes                                    | Nueva Aquitania                        | Les Ormes                 | Comte d'Argenson                            |
| 2012 | Casa-museo James Norman Hall                         | Polinesia Francesa                     | Arue                      | James Norman Hall                           |
| 2011 | Maison « Samten Dzong »                              | Provenza-Alpes-Costa Azul              | Digne-les-Bains           | Alexandra David-Néel                        |
| 2011 | Maison « Le Paraïs »                                 | Provenza-Alpes-Costa Azul              | Manosque                  | Jean Giono                                  |
| 2011 | Museo Renoir                                         | Provenza-Alpes-Costa Azul              | Cagnes-sur-Mer            | Pierre-Auguste Renoir                       |
| 2011 | Harmas de Jean-Henri Fabre                           | Provenza-Alpes-Costa Azul              | Sérignan-du-Comtat        | Jean-Henri Fabre                            |
| 2012 | Maison de Nostradamus                                | Provenza-Alpes-Costa Azul              | Salon-de-Provence         | Michel de Nostre Dame                       |
| 2012 | Villa Michel-Simon                                   | Provenza-Alpes-Costa Azul              | La Ciotat                 | Michel Simon                                |
| 2012 | Museo de l'atelier Paul Cézanne                      | Provenza-Alpes-Costa Azul              | Aix-en-Provence           | Paul Cézanne                                |
| 2012 | Villa Noailles                                       | Provenza-Alpes-Costa Azul              | Hyères                    | Charles de Noailles                         |
| 2012 | Museo François-Pétrarque                             | Provenza-Alpes-Costa Azul              | Fontaine-de-Vaucluse      | Pétrarque                                   |
| 2012 | Cabanon Le Corbusier                                 | Provenza-Alpes-Costa Azul              | Roquebrune-Cap-Martin     | Le Corbusier                                |
|      | Bayle-Vert                                           | Provenza-Alpes-Costa Azul              | Grans                     | Max-Philippe Delavouët                      |
| 2011 | Château de Ferney-Voltaire                           | Auvernia-Ródano-Alpes                  | Ferney-Voltaire           | François-Marie Arouet, llamado Voltaire     |
| 2011 | Museo Hector-Berlioz                                 | Auvernia-Ródano-Alpes                  | La Côte-Saint-André       | Hector Berlioz                              |
| 2013 | Museo Ampère                                         | Auvernia-Ródano-Alpes                  | Poleymieux-au-Mont-d'Or   | André-Marie Ampère                          |
| 2011 | Apartamento del doctor Gagnon                        | Auvernia-Ródano-Alpes                  | Grenoble                  | Henri Beyle, llamado Stendhal               |
| 2011 | Maison del doctor Dugoujon                           | Auvernia-Ródano-Alpes                  | Caluire-et-Cuire          | Jean Moulin                                 |
| 2011 | Villa Lumière                                        | Auvernia-Ródano-Alpes                  | Lyon                      | Auguste et Louis Lumière                    |
| 2011 | Maison des Charmettes                                | Auvernia-Ródano-Alpes                  | Chambéry                  | Jean-Jacques Rousseau                       |
| 2011 | Château de la Bastie d'Urfé                          | Auvernia-Ródano-Alpes                  | Saint-Étienne-le-Molard   | Honoré d'Urfé                               |
| 2011 | Palais Idéal, Villa Alicius                          | Auvernia-Ródano-Alpes                  | Hauterives                | Ferdinand Cheval, llamado el Facteur Cheval |
| 2012 | Domaine du Pradel                                    | Auvernia-Ródano-Alpes                  | Mirabel                   | Olivier de Serres                           |
| 2012 | Maison des Frères Montgolfier                        | Auvernia-Ródano-Alpes                  | Davézieux                 | Frères Montgolfier                          |
| 2012 | Maison Ravier                                        | Auvernia-Ródano-Alpes                  | Morestel                  | François-Auguste Ravier                     |
| 2012 | Museo Hébert                                         | Auvernia-Ródano-Alpes                  | La Tronche                | Ernest Hébert                               |
| 2012 | Presbytère du curé d'Ars                             | Auvernia-Ródano-Alpes                  | Ars-sur-Formans           | Jean-Marie Vianney                          |
| 2012 | Maison de Monsieur Beynier                           | Auvernia-Ródano-Alpes                  | Châtillon-sur-Chalaronne  | Vincent de Paul                             |
| 2013 | Petite Plaisance                                     | Maine (Estados Unidos)                 | Northeast Harbor          | Marguerite Yourcenar                        |
| 2011 | Jardin Majorelle                                     | Marrakech-Tensift-Al Haouz (Marruecos) | Marrakech                 | Jacques Majorelle & Yves Saint-Laurent      |

Nouvelle-Calédonie
Maison de Tiendanite – Tiendanite (Nouvelle-Calédonie) – Jean-Marie Tjibaou
Picardie
Maison familiale d’Henri Matisse – Bohain-en-Vermandois (02) – Henri Matisse